# Running On Waves
Le Running On Waves  est un  trois-mâts goélette à voile d'étai conçu par Designg and Consulting Zygmunt Choreń  et construit au Chantiers navals de Gdańsk en Pologne. Ce voilier charter a, pour port d'attache, La Valette sur l'île de Malte . Сlasse de navire KM SAILING PASSENGER SHIP 1 par PRS.

## Histoire
La coque en acier a été réalisé aux chantiers navals de Gdańsk et le reste de la structure (mâture comprise) en aluminium réalisée au chantier naval Yantar Shipyard à Kaliningrad. La décoration intérieure allie le bois (teck) et des matériaux naturels (comme le cuir). La réalisation de ce voilier moderne à trois-mâts a commencé en 2010 et, après une reprise des systèmes hydrauliques, il a été achevé en 2011.
Il a commencé sa navigation en participant à une expédition scientifique «Aux sources de l'Europe» comprenant des travaux sous-marins d'étude des mégalithes, une formation commune avec la Cyprus Port and Marine Police (en), etc.
En 2013-14 à bord de "Running on Waves" tournaient le film russe Korable (Корабль (телесериал)).
En 2014 il a participé à la Tall Ship Race Black Sea  et à la Rolex Middle Sea Race en 2015... En 2019, Running on Waves participera à la SCF Black Sea Tall Ships Regatta.
Actuellement à bord de "Running on Waves" on fait les croisières touristiques. L'opérateur de bateau est la societé Running on Waves.

## Voilure
Ce trois-mâts goélette à un gréement carré de 5 voiles sur le mât de misaine, 3 grand-voiles sur le grand-mât, 2 voile en gréement bermudien sur le mât d'artimon et 3 focs sur le bout-dehors.
|         |
| en 2011 |

|         |
| en 2012 |

### Note et référence
- (pl) Cet article est partiellement ou en totalité issu de l’article de Wikipédia en polonais intitulé « Running On Waves » (voir la liste des auteurs).

1. ↑  Choren Design & Consulting
2. ↑  Marine Traffic
3. ↑  List of Ships Entering PRS Class
4. ↑  Художественный фильм "Корабль"
5. ↑  SCF Black Sea Tall Ships Regatta 2014
6. ↑  Running on Waves Company
7. ↑  Running on Waves specifications